# Pronto... Raffaella? (album)
Pronto... Raffaella? è la settima raccolta italiana di Raffaella Carrà, pubblicata nel 1985 dall'etichetta discografica Hispavox, stampata e distribuita in Italia dalla CGD Messaggerie Musicali s.p.a. di Milano.

## La storia
Tra il 1983 ed il 1985 Raffaella conduce la trasmissione del mezzogiorno di Rai 1 Pronto, Raffaella?, ottenendo un grande successo di pubblico e critica, consolidando definitivamente il suo gradimento presso il pubblico televisivo italiano.
Termina inoltre il contratto discografico dell'artista con la Hispavox, etichetta spagnola con cui la cantante aveva pubblicato gli ultimi tre album nei quattro anni precedenti.

## Il disco
Raccolta a prezzo economico, che conclude il contratto citato, è stata distribuita dalla CGD per la serie "MusicA" e pubblicata al termine dell'esperienza della soubrette con il programma tv, dal cui titolo prende il nome.
Contiene brani estratti dagli album Raffaella Carrà 82 (Ballo ballo, Sei un bandito, Passerà, Che dolor) e Fatalità (Innamorata, Io la colpa non ce l'ho, Fatalità, Un dolce segreto, Gnam gnam, Spera, aspetta e spera); non è mai stata promossa esplicitamente dalla cantante.
È tra le più rare e ricercate dai collezionisti a causa di un errore di stampa sul retro di copertina. Infatti nella colonna a sinistra, che dovrebbe riportare l'elenco delle tracce presenti sul lato A del disco, sono invece stampati i titoli dei brani del lato B e viceversa nella successiva colonna a destra. Sui tondini del disco le tracce sono riportate correttamente.
La nota sul retro di copertina è di Franco Zanetti.
Il brano Africa e la cover di Cuando calienta el sol (singolo originale del 1962 per i Los Hermanos Rigual), cantati da Raffaella in spagnolo, sono inediti per il mercato italiano.

## Tracce
Edizioni musicali Hispavox.
Lato A
1. Ballo ballo – 3:00 (testo: Gianni Boncompagni – musica: Gianni Boncompagni, Franco Bracardi)
2. Innamorata (Cama e mesa) – 3:23 (Los Hermanos Rigual (Carlos e Mario))
3. Cuando calienta el sol – 3:36 – Inedito
4. Sei un bandito – 3:16 (testo: Daniele Pace – musica: Danilo Vaona)
5. Passerà – 3:45 (testo: Daniele Pace – musica: Danilo Vaona, Gianni Gastaldo)
6. Io la colpa non ce l'ho – 4:01 (testo: Honorio Herrero, Gianni Belfiore – musica: Danilo Vaona)

Lato B
1. Fatalità – 3:00 (testo: Gianni Boncompagni, Giancarlo Magalli, Gianni Belfiore – musica: Franco Bracardi)
2. Che dolor – 3:23 (testo: Daniele Pace – musica: Danilo Vaona, Gianni Gastaldo)
3. Un dolce segreto – 3:27 (testo: Gianni Belfiore – musica: Danilo Vaona)
4. Africa – 3:32 (testo: Ignacio Ballesteros – musica: Danilo Vaona) – Inedito, single edit
5. Gnam gnam – 3:20 (testo: Cristiano Malgioglio, Fosco Gasperi – musica: Corrado Castellari)
6. Spera, aspetta e spera (Lança Perfume) – 3:22 (testo: Cristiano Malgioglio – musica: Rita Lee, Roberto De Carvalho)